# Laurent de Lichtenberg
Laurent de Lichtenberg fut le 63e évêque de Metz de 1270 jusqu'à sa mort, avant le 7 octobre 1279. 